# Salle hypostyle
Une salle hypostyle est un espace fermé dont le plafond est soutenu par des colonnes. Le terme « hypostyle » vient du grec ancien hupostulos et signifie « supporté par des colonnes ». Le terme est fréquent en Égypte antique car il désigne certaines vastes salles des temples mais il est aussi fréquemment utilisé en archéologie pour décrire une construction, appartenant à d'autres civilisations antiques ou cultures préhistoriques, relevant du même type d'architecture.
Une des salles hypostyles les plus célèbres et les plus grandes est celle du temple d'Amon à Karnak, de même que celle du Ramesséum.

## Égypte antique

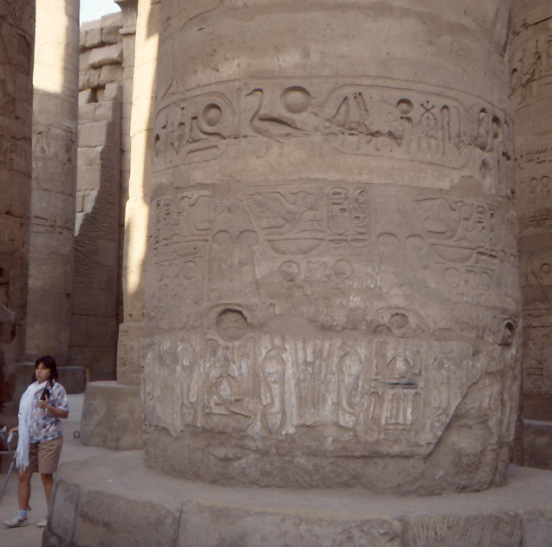
Colonne de la grande salle hypostyle du temple d'Amon à Karnak.

Les exemples les plus célèbres se trouvent dans les temples égyptiens du Nouvel Empire et de l'époque Ptolémaïque et constituent alors le pronaos ou partie du temple qui précède le sanctuaire à proprement parler dans ces cas précis. Leur nombre varie en fonction de l'étendue de l'édifice sans que leur taille ni leur style soient vraiment uniformes. Les salles hypostyles des temples ptolémaïques diffèrent de celles du Nouvel Empire ; avec généralement moins de colonnes, même pour les plus grands temples, elles abandonnent l'éclairage par double plafond en faisant passer la lumière par l'avant de la salle au travers d'un mur entrecoupé.
La plus connue est la grande salle hypostyle de l'enceinte d'Amon-Rê à Karnak. Elle est conçue sur un plan basilical avec une allée centrale soutenue par de hautes colonnes à chapiteaux papyriforme ouverts car cet espace reçoit la lumière du soleil par des claustras et des bas-côtés à chapiteaux fermés car restés perpétuellement dans l'ombre. Ce plan basilical est une innovation de la XIXe dynastie traduisant dans l'architecture la symbolique de la création. Ainsi la salle représentait le marécage primordial, le Noun, duquel émerge une forêt de papyrus ou de lotus stylisés par les colonnes qui sont donc à l'état végétatif dans les parties obscures de la salle et épanouies dans l'allée centrale baignée de la lumière divine.
Un grand programme d'agrandissement des sanctuaires de l'Égypte fut entrepris par les Ramsès. On citera pour cette période faste pour l'architecture monumentale outre la salle hypostyle de Karnak les exemples suivants :
- la salle hypostyle du Ramesséum ;

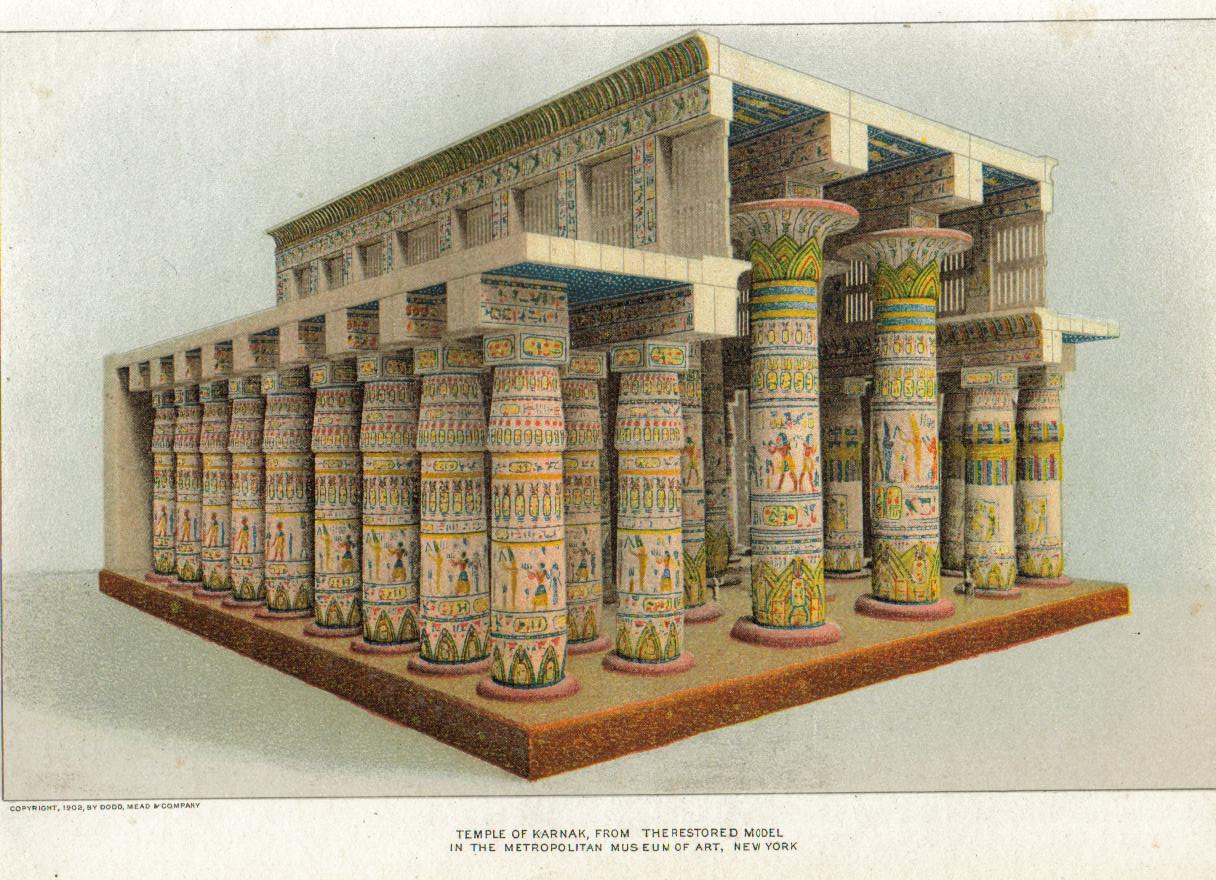
Restitution d'une salle hypostyle de plan basilical.

- la salle hypostyle du temple de Khonsou à Karnak ;
- la salle hypostyle temple des millions d'années de Ramsès III à Médinet Habou ;
- la salle hypostyle du temple de Thot  à Hermopolis ;
- la salle hypostyle du temple de Ptah à Memphis ;
- la salle hypostyle du temple de Bastet à Bubastis.

Si le plan basilical est abandonné, à dater de la Basse époque cet élément architectural deviendra systématique dans le programme architectural des temples jusqu'à devenir presque un standard dans les édifices ptolémaïques et romains. On citera notamment les salles hypostyles des temples suivants :
- le temple d'Hathor de Dendérah ;
- le temple de Khnoum d'Esna ;
- le temple d'Horus d'Edfou ;
- le temple de Sobek et Haroëris à Kôm Ombo.

## Grèce antique
- le temple d'Éleusis non loin d'Athènes en Grèce.